# Mourne (fiume)
Il Mourne (in irlandese An Mughdhorn) è un fiume della Contea di Tyrone (tra Strabane e Newtownstewart), nell'Irlanda del Nord, ed è tributario del Foyle. A Strabane si unisce al Finn dando origine al Foyle. È praticata la pesca di salmone e trota di mare.